# Констанцій I Хлор
Фла́вій Вале́рій Конста́нцій (лат. Flavius Valerius Constantius; 31 березня 250 — 26 липня 306), також відомий як Констанцій I або Констанцій Хлор (грец. χλωρός — «блідий») — римський імператор та батько імператора Костянтина Великого. Отримавши титул цезаря у 293 році, володарював у межах системи правління чотирьох — Тетрархії. Після того, як 305 року старші правителі, Діоклетіан та Максиміан, склали з себе повноваження імператорів, Констанцій та Галерій зайняли їхнє місце. 
Констанцій, найімовірніше, походив з незнатної родини, проте завдяки своїм здібностям швидко піднявся до вершин римської армії. Близько 289 року він розлучився з Оленою, матір'ю свого первістка Костянтина та одружився з Теодорою, дочкою імператора Максиміана. Вже у 293 році Констанцій отримав від Максиміана та Діоклетіана титул цезаря.
Найпершим військовим успіхом Констанція на цій посаді стало придушення повстання узурпаторів Каравзія та Аллекта, що почергово утримували владу в Британії та Північній Галлії. Зона відповідальності Констанція обмежувалася переважно північно-західною частиною Імперії, а його фактичною столицею був Трір в теперішній Німеччині. Під час Великого гоніння Констанцій проводив найпоблажливішу політику щодо християн серед усіх чотирьох тодішніх правителів, обмежившись лише зруйнуванням декількох церков.
Констанцій несподівано помер 306 року в британському місті Еборак по завершенні військової кампанії проти піктів. Одразу після його смерті система імперської влади зазнала краху, що призвело до початку серії громадянських війн Тетрархії. За 18 років потому, після перемоги над усіма конкурентами, одноосібну владу в Імперії здобув син Констанція, Костянтин, ставши першим християнином на цій посаді.

## Життя до влади

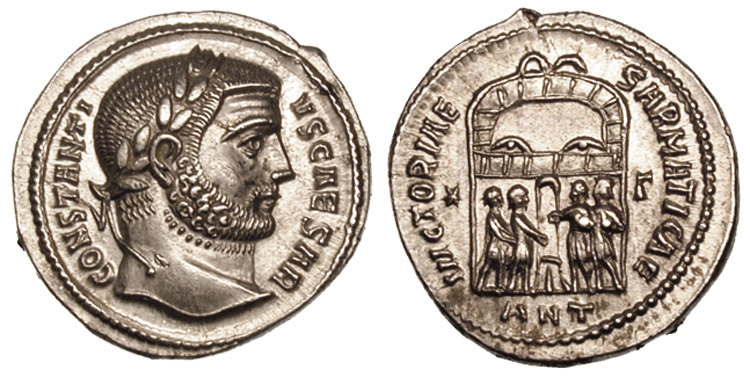
На реверсі Аргентеуса карбованого в Антіохії за часів цезаря Констанція I Хлора зображено перемогу Тетрархії над сарматами

Народився в сім'ї романізованого іллірійця. Отримав прихильність імператорів Авреліана, Проба і Кара.
Був призначений на посаду презида Далмації за правління імператора Кара. У 286 році Діоклетіан призначає свого друга Максиміана співправителем і дає йому в управління західні провінції, в той час як сам забирає весь Схід, тим самим починаючи процес, який зрештою призведе до поділу Римської імперії на дві частини — Західну і Східну.
У 288 році, коли термін його перебування на посаді презида Далмації закінчився, Констанцій був призначений префектом преторія при західному імператорі Максиміані. З того часу він зайняв значне становище при імператорському дворі. Протягом періоду 288—289 років Констанцій під командуванням Максиміана брав активну участь у війні проти алеманнів та слов'янських племен на території за Рейном і Дунаєм.
Констанцій при Максиміані проявив якості вправного полководця й чудового правителя. У 293 році він був усиновлений Максіміаном, причому йому довелося розлучитися з дружиною Оленою (матір'ю Костянтина Великого) і одружитися з Теодорою, донькою Максиміана.
Він отримав в управління Галлію, з якою було пов'язано управління Британією. У 293 році відняв у британського узурпатора Каравзія галльську гавань Банонію (Булонь). Після цього став готуватися до відновлення римської влади над Британією. Водночас опікувався захистом узбережжя північної Галлії від франкських піратів. Для цього створив 4 легіонів-псевдокомітатів (польової піхоти) — Legio I Flavia Pacis, Legio II Flavia Virtutis, Legio III Flavia Salutis та Legio I Flavia Martis.
У 296 році у вбивці Караузія — Аллекта — британські провінції. У 298 році Констанцій розбив аллеман у битві при Лангрі і Віндоніссі. Будівництвом нових фортець огородив Рейнську лінію від Майнца до Боденського озера. Коли у 303 році почалося гоніння на християн, Констанцій у своїх провінціях не надав йому кривавого характеру.

## Правління
У 305 році, після відходу Діоклетіана і Максиміана з престолу, він отримав сан «верховного» імператора римської імперії, але вже у липні 306 року помер в Еборакумі (Йорку), у Британії, коли в супроводі сина Костянтина зробив переможний похід проти розбійницьких прикордонних племен Шотландії — піктів і скотів.
Констанцій I Хлор є засновником династії Константина, що правила імперією до смерті Юліана II Відступника у 363 році.

## Титули
Констанцій I мав низку спеціальних титулів перемоги: Germanicus Maximus («великий переможець германський») з 287 р.; Sarmaticus Maximus («великий переможець Сарматський») з 289 р.; Britannicus Maximus («великий переможець британський»), Carpicus Maximus («великий переможець карпів») з 297 р.; Persicus Maximus («великий переможець Персії»), Armenicus Maximus («великий переможець Вірменії»), Medicus Maximus («великий переможець Мідії»), Adiabenicus Maximus («переможець адіабенський») з 298 р.

## Зауваги
1. ↑  прізвисько Хлор вперше зустрічається в історичних працях візантійських авторів. Окрім значення «блідий» слово χλωρός також може означати «світло-зелений»